# Мадрон (Њу Мексико)
Мадрон (енгл. Madrone) насељено је место без административног статуса у америчкој савезној држави Њу Мексико.

## Демографија
По попису из 2010. године број становника је 707.
| Група             | 2000.    | 2010.       |
| Белци             | 0 (0,0%) | 200 (28,3%) |
| Афроамериканци    | 0 (0,0%) | 9 (1,3%)    |
| Азијати           | 0 (0,0%) | 4 (0,6%)    |
| Хиспаноамериканци | 0 (0,0%) | 473 (66,9%) |
| Укупно            | 0        | 707         |